# Villars-Burquin
Villars-Burquin (toponimo francese) è una frazione di 571 abitanti del comune svizzero di Tévenon, nel Canton Vaud (distretto del Jura-Nord vaudois).

## Storia

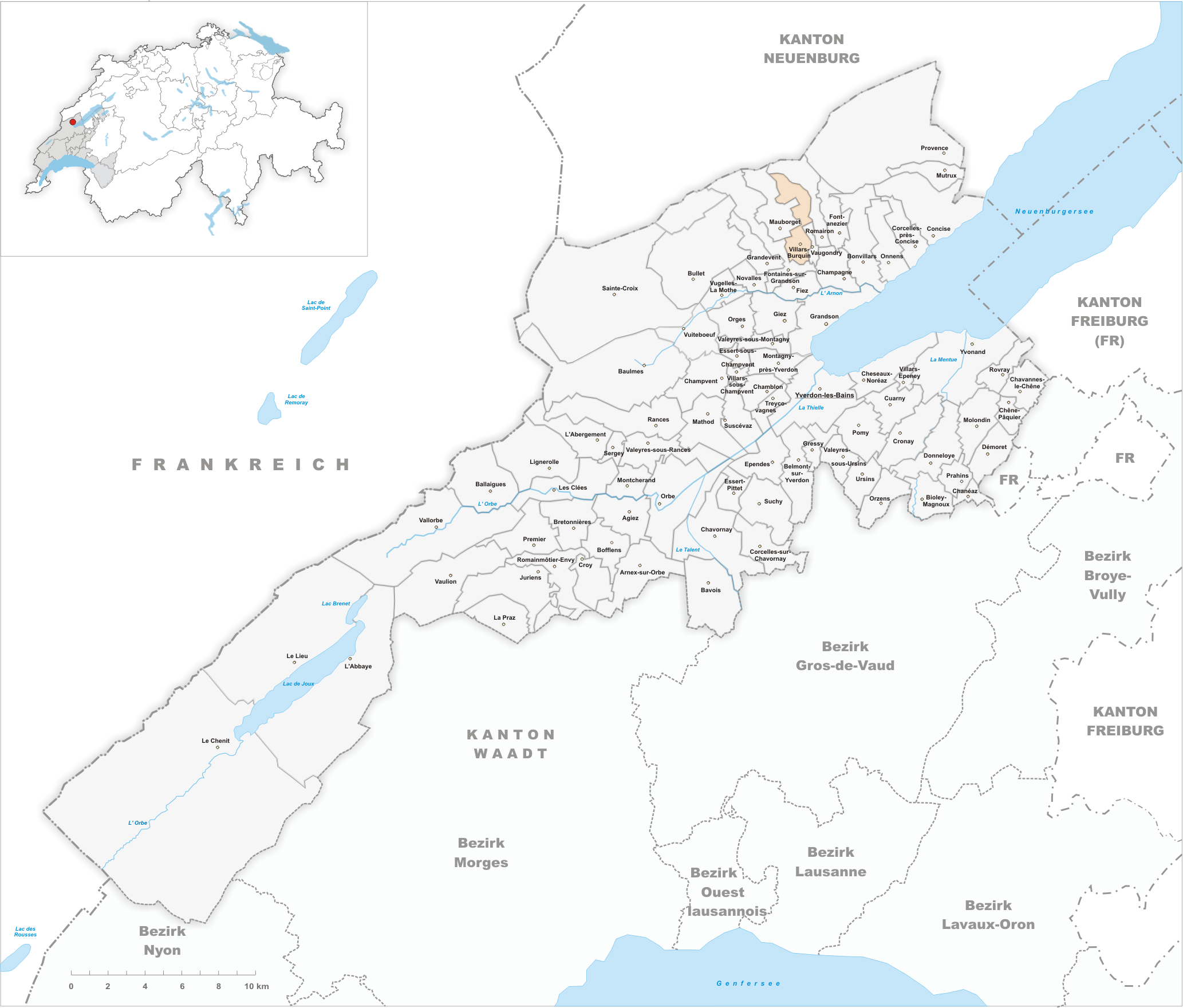
Il territorio del comune di Villars-Burquin prima degli accorpamenti comunali del 2011

Già comune autonomo istituito nel 1844 per scorporo da quello di Fiez e che si estendeva per 4,81 km², nel 2011 è stato accorpato agli altri comuni soppressi di Fontanezier, Romairon e Vaugondry per formare il nuovo comune di Tévenon, del quale Villars-Burquin è il capoluogo.

## Monumenti e luoghi d'interesse
Chiesa riformata, eretta nel 1895.

## Società

### Evoluzione demografica
L'evoluzione demografica è riportata nella seguente tabella:
Abitanti censiti

## Amministrazione
Ogni famiglia originaria del luogo fa parte del cosiddetto comune patriziale e ha la responsabilità della manutenzione di ogni bene ricadente all'interno dei confini della frazione.